# Thomas Haresleben
Thomas Haresleben (1673 Kühnring u Eggenburgu – 16. října 1733 Vídeň) byl rakouský kamenický mistr, podílející se na stavbě vídeňského svatoštěpánského dómu a navazující na dílo Johanna Carla Trumlera.

## Život
Přesný datum narození není znám. První zmínka o Thomasi Hareslebenovi pochází z 24. dubna 1688, kdy byl Matthiasem Knoxem, stavbyvedoucím svatoštěpánské katedrály ve Vídni, přijat jako učeň. Po Knoxově smrti odpovědnost nad Hareslebenem přebírá jeho otec Alexander a pozice stavbyvedoucího se ujímá Johann Georg Prunner (kameník).
18. září 1701 se oženil s ovdovělou Marií Magdalenou Prunnerovou. O tři roky později se oficiálně stal vídeňským měšťanem. V roce 1716 se společně se Sebastianem Regondim stal poručníkem dětí jeho zesnulého bratra Johanna Georga. Oba byli také svědky podpisu Johannovy závěti.
25. června 1720 se Thomas Haresleben stal po Johannu Carlu Trumlerovi stavbyvedoucím svatoštěpánské katedrály a náležel dozoru kníže-biskupa Jana Zikmunda Arnošta z Kollonitz.
Se svou poslední ženou Annou Marií Niedermayerinovou se oženil ve svatoštěpánské katedrále 18. února 1727. O šest let později zemřel a dohled nad dílem byl předán Matthiasi Winklerovi.